# Hohenbuehelia silvana
Hohenbuehelia silvana är en svampart som först beskrevs av Pier Andrea Saccardo, och fick sitt nu gällande namn av O.K. Mill. 1986. Hohenbuehelia silvana ingår i släktet Hohenbuehelia och familjen musslingar.   Inga underarter finns listade i Catalogue of Life.